# Agapetus gorgitensis
Agapetus gorgitensis là một loài Trichoptera trong họ Glossosomatidae. Chúng phân bố ở miền Cổ bắc.